# Хоружи (Полтавская область)
Хоружи (укр. Хоружі) — село,
Решетиловский поселковый совет,
Решетиловский район,
Полтавская область,
Украина.
Код КОАТУУ — 5324255108. Население по переписи 2001 года составляло 60 человек.

## Географическое положение
Село Хоружи находится на левом берегу реки Говтва, ниже по течению от места впадения в неё реки Ольховатая Говтва, 
ниже по течению на расстоянии в 3 км и
на противоположном берегу — пгт Решетиловка.